# Lillerød BK
Der Lillerød BK ist ein dänischer Badmintonklub aus Lillerød.

## Geschichte
Der Verein wurde Anfang der 1990er Jahre mehrfach dänischer Mannschaftsmeister und gewann 1993, 1994 und 1995 den Badminton-Europacup. Im Finale wurde jeweils der schwedische Verein Göteborgs BK bezwungen.

## Erfolge
| Saison    | Veranstaltung                                    | Disziplin    | Platz | Name                                                               |
| --------- | ------------------------------------------------ | ------------ | ----- | ------------------------------------------------------------------ |
| 1965/1966 | Dänemark: Einzelmeisterschaften der Junioren U17 | Dameneinzel  | 1     | Lene Christensen, Lillerød                                         |
| 1974/1975 | Dänemark: Einzelmeisterschaften der Junioren U17 | Herrendoppel | 1     | Niels Hansen, Lillerød / Henrik Lynge, Søllerød-Nærum              |
| 1976/1977 | Dänemark: Einzelmeisterschaften der Junioren U17 | Herreneinzel | 1     | Ole Lausten, Lillerød                                              |
| 1976/1977 | Dänemark: Einzelmeisterschaften der Junioren U19 | Herreneinzel | 1     | Niels Hansen, Lillerød                                             |
| 1977/1978 | Dänemark: Mannschaftsmeisterschaft U14           | Mannschaft   | 1     | Lillerød Badmintonklub                                             |
| 1980/1981 | Dänemark: Einzelmeisterschaften der Junioren U13 | Herreneinzel | 1     | Jens Meibom, Lillerød                                              |
| 1980/1981 | Dänemark: Einzelmeisterschaften der Junioren U13 | Damendoppel  | 1     | Lisbet Stuer-Lauridsen / Charlotte Madsen, Lillerød                |
| 1980/1981 | Dänemark: Mannschaftsmeisterschaft U12           | Mannschaft   | 1     | Lillerød Badmintonklub                                             |
| 1980/1981 | Dänemark: Einzelmeisterschaften der Junioren U13 | Dameneinzel  | 1     | Lisbet Stuer-Lauridsen, Lillerød                                   |
| 1982/1983 | Dänemark: Einzelmeisterschaften der Junioren U13 | Mixed        | 1     | Thomas Stuer-Lauridsen, Lillerød / Christina Bostofte, Skovshoved  |
| 1982/1983 | Dänemark: Einzelmeisterschaften der Junioren U15 | Damendoppel  | 1     | Lisbet Stuer-Lauridsen / Charlotte Madsen, Lillerød                |
| 1982/1983 | Dänemark: Einzelmeisterschaften der Junioren U13 | Herrendoppel | 1     | Thomas Stuer-Lauridsen / Frank Rasmussen, Lillerød                 |
| 1982/1983 | Dänemark: Mannschaftsmeisterschaft U14           | Mannschaft   | 1     | Lillerød Badmintonklub                                             |
| 1982/1983 | Dänemark: Mannschaftsmeisterschaft U12           | Mannschaft   | 1     | Lillerød Badmintonklub                                             |
| 1982/1983 | Dänemark: Einzelmeisterschaften der Junioren U15 | Dameneinzel  | 1     | Lisbet Stuer-Lauridsen, Lillerød                                   |
| 1983/1984 | Dänemark: Einzelmeisterschaften der Junioren U17 | Dameneinzel  | 1     | Lisbet Stuer-Lauridsen, Lillerød                                   |
| 1983/1984 | Dänemark: Einzelmeisterschaften der Junioren U17 | Damendoppel  | 1     | Lisbet Stuer-Lauridsen / Charlotte Madsen, Lillerød                |
| 1984/1985 | Dänemark: Einzelmeisterschaften der Junioren U17 | Damendoppel  | 1     | Charlotte Madsen / Helle H. Andersen, Lillerød                     |
| 1984/1985 | Dänemark: Einzelmeisterschaften der Junioren U13 | Damendoppel  | 1     | Heidi Døssing, Lillerød / Christel Hende, Glostrup                 |
| 1985/1986 | Dänemark: Einzelmeisterschaft der Amateure       | Mixed        | 1     | Peter Buch, Lillerød / Hanne Adsbøl, Gentofte BK                   |
| 1986/1987 | Dänemark: Einzelmeisterschaften der Junioren U19 | Dameneinzel  | 1     | Helle H. Andersen, Lillerød                                        |
| 1986/1987 | Dänemark: Einzelmeisterschaften der Junioren U19 | Damendoppel  | 1     | Charlotte Madsen / Helle H. Andersen, Lillerød                     |
| 1986/1987 | Dänemark: Einzelmeisterschaften der Junioren U19 | Mixed        | 1     | Jens Meibom / Charlotte Madsen, Lillerød                           |
| 1988/1989 | Dänemark: Einzelmeisterschaften der Junioren U17 | Herrendoppel | 1     | Martin L. Hansen, Lillerød / Karsten Havndrup, Ringsted            |
| 1988/1989 | Dänemark: Einzelmeisterschaften der Junioren U15 | Mixed        | 1     | Jim Laugesen, Grantoften / Susanne Olsen, Lillerød                 |
| 1989/1990 | Dänemark: Einzelmeisterschaften                  | Herrendoppel | 1     | Jens Peter Nierhoff, Hvidovre BC / Jon Holst-Christensen, Lillerød |
| 1989/1990 | Dänemark: Einzelmeisterschaften der Junioren U13 | Damendoppel  | 1     | Michala Hammer / Pernille Danielsen, Lillerød                      |
| 1990      | Sjællandsmesterskaber                            | Herrendoppel | 1     | Thomas Kirkegaard (Lillerød) / Jon Holst-Christensen (Lillerød)    |
| 1990/1991 | Dänemark: Einzelmeisterschaften der Junioren U19 | Damendoppel  | 1     | Lotte Thomsen, Køge / Heidi Døssing, Lillerød                      |
| 1990/1991 | Dänemark: Einzelmeisterschaften der Junioren U19 | Herrendoppel | 1     | Peter Christensen, Højbjerg / Martin L. Hansen, Lillerød           |
| 1990/1991 | Dänemark: Einzelmeisterschaften der Junioren U19 | Herreneinzel | 1     | Martin L. Hansen, Lillerød                                         |
| 1990/1991 | Dänemark: Einzelmeisterschaften                  | Herrendoppel | 1     | Jon Holst-Christensen, Lillerød / Thomas Lund, Kastrup-Magleby     |
| 1990/1991 | Dänemark: Einzelmeisterschaften                  | Mixed        | 1     | Jon Holst-Christensen, Lillerød / Grete Mogensen, Herning BK       |
| 1991/1992 | Dänemark: Einzelmeisterschaften                  | Herrendoppel | 1     | Jon Holst-Christensen, Lillerød / Thomas Lund, Kastrup-Magleby     |
| 1991/1992 | Dänemark: Einzelmeisterschaften der Junioren U17 | Dameneinzel  | 1     | Michelle Rasmussen, Lillerød                                       |
| 1992      | Sjællandsmesterskaber                            | Herreneinzel | 1     | Martin Lundgaard Hansen (Lillerød)                                 |
| 1992      | Sjællandsmesterskaber                            | Dameneinzel  | 1     | Helene Kirkegaard (Lillerød)                                       |
| 1992/1993 | Dänemark: Einzelmeisterschaften der Junioren U19 | Mixed        | 1     | Thomas Stavngaard / Sara Runesten, Lillerød                        |
| 1992/1993 | Dänemark: Mannschaftsmeisterschaft               | Mannschaft   | 1     | Lillerod Badminton Klub                                            |
| 1992/1993 | Dänemark: Einzelmeisterschaften                  | Herrendoppel | 1     | Jon Holst-Christensen, Lillerød / Thomas Lund, Kastrup-Magleby     |
| 1992/1993 | Dänemark: Einzelmeisterschaften                  | Damendoppel  | 1     | Grete Mogensen, Herning / Lisbet Stuer-Lauridsen, Lillerød         |
| 1993      | Sjællandsmesterskaber                            | Mixed        | 1     | Rikke Broen (Lillerød) / Morten Sandal (Holbæk)                    |
| 1993      | Sjællandsmesterskaber                            | Herreneinzel | 1     | Peter Espersen (Lillerød)                                          |
| 1993      | Sjællandsmesterskaber                            | Dameneinzel  | 1     | Anne Søndergaard (Lillerød)                                        |
| 1993      | Sjællandsmesterskaber                            | Herrendoppel | 1     | Jens Eriksen (Lillerød) / Jesper Hermansen (Lillerød)              |
| 1993/1994 | Dänemark: Einzelmeisterschaften                  | Herrendoppel | 1     | Jon Holst-Christensen, Lillerød / Michael Søgaard, Kastrup-Magleby |
| 1993/1994 | Dänemark: Einzelmeisterschaften                  | Damendoppel  | 1     | Lisbet Stuer-Lauridsen, Lillerød / Lotte Olsen, Kastrup-Magleby    |
| 1993/1994 | Dänemark: Seniorenmeisterschaften 40+            | Damendoppel  | 1     | Jette Boyer, Lillerød / Helle Guldborg, Hvidovre                   |
| 1993/1994 | Dänemark: Mannschaftsmeisterschaft               | Mannschaft   | 1     | Lillerod Badminton Klub                                            |
| 1993/1994 | Dänemark: Einzelmeisterschaften                  | Mixed        | 1     | Jon Holst-Christensen, Lillerød / Rikke Olsen, Kastrup-Magleby     |
| 1994      | Sjællandsmesterskaber                            | Herreneinzel | 1     | Peter Espersen (Lillerød)                                          |
| 1994/1995 | Dänemark: Einzelmeisterschaften                  | Damendoppel  | 1     | Helene Kirkegaard, Lillerød / Rikke Olsen, Kastrup-Magleby         |
| 1994/1995 | Dänemark: Mannschaftsmeisterschaft               | Mannschaft   | 1     | Lillerod Badminton Klub                                            |
| 1994/1995 | Dänemark: Einzelmeisterschaften                  | Mixed        | 1     | Jon Holst-Christensen, Lillerød / Rikke Olsen, Kastrup-Magleby     |
| 1994/1995 | Dänemark: Einzelmeisterschaften                  | Herrendoppel | 1     | Jon Holst-Christensen, Lillerød / Thomas Lund, Kastrup-Magleby     |
| 1994/1995 | Dänemark: Einzelmeisterschaften der Junioren U17 | Damendoppel  | 1     | Tine Rasmussen / Line Larsen, Lillerød                             |
| 1994/1995 | Dänemark: Seniorenmeisterschaften 45+            | Damendoppel  | 1     | Jette Boyer, Lillerød / Helle Guldborg, Hvidovre                   |
| 1994/1995 | Dänemark: Einzelmeisterschaften der Junioren U17 | Dameneinzel  | 1     | Tine Rasmussen, Lillerød                                           |
| 1994/1995 | Dänemark: Einzelmeisterschaften                  | Herreneinzel | 1     | Poul-Erik Høyer Larsen, Lillerød                                   |
| 1995/1996 | Dänemark: Seniorenmeisterschaften 45+            | Mixed        | 1     | Jette Boyer / Henrik Andersen, Lillerød                            |
| 1995/1996 | Dänemark: Einzelmeisterschaften                  | Herrendoppel | 1     | Jon Holst-Christensen, Lillerød / Thomas Lund, Kastrup-Magleby     |
| 1995/1996 | Dänemark: Einzelmeisterschaften                  | Herreneinzel | 1     | Poul-Erik Høyer Larsen, Lillerød                                   |
| 1995/1996 | Dänemark: Einzelmeisterschaften                  | Mixed        | 1     | Thomas Stavngaard / Ann Jørgensen, Lillerød                        |
| 1995/1996 | Dänemark: Mannschaftsmeisterschaft               | Mannschaft   | 1     | Lillerod Badminton Klub                                            |
| 1995/1996 | Dänemark: Seniorenmeisterschaften 45+            | Damendoppel  | 1     | Jette Boyer, Lillerød / Helle Guldborg, Hvidovre                   |
| 1995/1996 | Dänemark: Einzelmeisterschaften der Junioren U19 | Mixed        | 1     | Michael Lamp / Pernille Danielsson, Lillerød                       |
| 1996      | Sjællandsmesterskaber                            | Dameneinzel  | 1     | Tine Rasmussen (Lillerød)                                          |
| 1996/1997 | Dänemark: Einzelmeisterschaften                  | Mixed        | 1     | Thomas Stavngaard / Ann Jørgensen, Lillerød                        |
| 1996/1997 | Dänemark: Einzelmeisterschaften der Junioren U13 | Damendoppel  | 1     | Lise Garval, Lillerød / Trine Niemeier, Humlebæk                   |
| 1996/1997 | Dänemark: Einzelmeisterschaften der Junioren U13 | Dameneinzel  | 1     | Lise Garval, Lillerød                                              |
| 1996/1997 | Dänemark: Einzelmeisterschaften                  | Herrendoppel | 1     | Jon Holst-Christensen, Lillerød / Michael Søgaard, Kastrup-Magleby |
| 1996/1997 | Dänemark: Einzelmeisterschaften der Junioren U19 | Dameneinzel  | 1     | Tine Rasmussen, Lillerød                                           |
| 1996/1997 | Dänemark: Seniorenmeisterschaften 45+            | Herrendoppel | 1     | Henrik Farhenholz / Henrik Andersen, Lillerød                      |
| 1996/1997 | Dänemark: Seniorenmeisterschaften 45+            | Damendoppel  | 1     | Jette Boyer, Lillerød / Helle Guldborg, Hvidovre                   |
| 1996/1997 | Dänemark: Mannschaftsmeisterschaft U13           | Mannschaft   | 1     | Lillerød Badminton Klub                                            |
| 1997/1998 | Dänemark: Einzelmeisterschaften                  | Herreneinzel | 1     | Poul-Erik Høyer Larsen, Lillerød                                   |
| 1997/1998 | Dänemark: Einzelmeisterschaften                  | Herrendoppel | 1     | Jon Holst-Christensen, Lillerød / Michael Søgaard, Kastrup-Magleby |
| 1999/2000 | Dänemark: Einzelmeisterschaften                  | Damendoppel  | 1     | Helene Kirkegaard, Lillerød / Rikke Olsen, Kastrup Magleby         |
| 1999/2000 | Dänemark: Seniorenmeisterschaften 50+            | Damendoppel  | 1     | Jette Boyer, Lillerød / Helle Guldborg, Hvidovre                   |
| 2000/2001 | Dänemark: Einzelmeisterschaften der Junioren U19 | Mixed        | 1     | Rasmus Andersen, Greve / Mette Nielsen, Lillerød                   |
| 2000/2001 | Dänemark: Seniorenmeisterschaften 50+            | Damendoppel  | 1     | Jette Boyer, Lillerød / Helle Guldborg, Hvidovre                   |
| 2000/2001 | Dänemark: Einzelmeisterschaften                  | Damendoppel  | 1     | Helene Kirkegaard, Lillerød / Rikke Olsen, Kastrup Magleby         |
| 2001/2002 | Dänemark: Seniorenmeisterschaften 35+            | Mixed        | 1     | Geert Stryg / Charlotte Bornemann-Andersen, Lillerød               |
| 2001/2002 | Dänemark: Seniorenmeisterschaften 50+            | Damendoppel  | 1     | Jette Boyer, Lillerød / Helle Guldborg, Hvidovre                   |
| 2002/2003 | Dänemark: Einzelmeisterschaften der Junioren U19 | Mixed        | 1     | Jacob Chemnitz / Line Reimers, Lillerød                            |
| 2003/2004 | Dänemark: Seniorenmeisterschaften 40+            | Damendoppel  | 1     | Lone Knudsen, Hillerød / Charlotte Bornemann, Lillerød             |
| 2004/2005 | Dänemark: Seniorenmeisterschaften 35+            | Dameneinzel  | 1     | Helle H. Andersen, Lillerød                                        |
| 2004/2005 | Dänemark: Einzelmeisterschaften der Junioren U17 | Dameneinzel  | 1     | Karina Jørgensen, Lillerød                                         |
| 2005/2006 | Dänemark: Seniorenmeisterschaften 35+            | Damendoppel  | 1     | Helle H. Andresen, Lillerød / Helle Stærmose, Værløse              |
| 2005/2006 | Dänemark: Seniorenmeisterschaften 35+            | Dameneinzel  | 1     | Helle H. Andresen, Lillerød                                        |
| 2006/2007 | Dänemark: Einzelmeisterschaften der Junioren U19 | Dameneinzel  | 1     | Karina Jørgensen, Lillerød                                         |
| 2007/2008 | Dänemark: Seniorenmeisterschaften 35+            | Damendoppel  | 1     | Helle H. Andresen, Lillerød / Helene Kirkegaard, Skælskør          |
| 2007/2008 | Dänemark: Seniorenmeisterschaften 55+            | Herrendoppel | 1     | Lars Chemnitz, Lillerød / Claus B. Andersen, Hillerød              |
| 2007/2008 | Dänemark: Seniorenmeisterschaften 35+            | Dameneinzel  | 1     | Helle H. Andresen, Lillerød                                        |
| 2009/2010 | Dänemark: Einzelmeisterschaften der Junioren U17 | Damendoppel  | 1     | Mie Falkenberg, Lillerød / Julie R. Christensen Vendsyssel BK      |
| 2011      | Sjællandsmesterskaber                            | Dameneinzel  | 1     | Karina Jørgensen (Lillerød)                                        |